# Andrea Müller (Moderatorin)

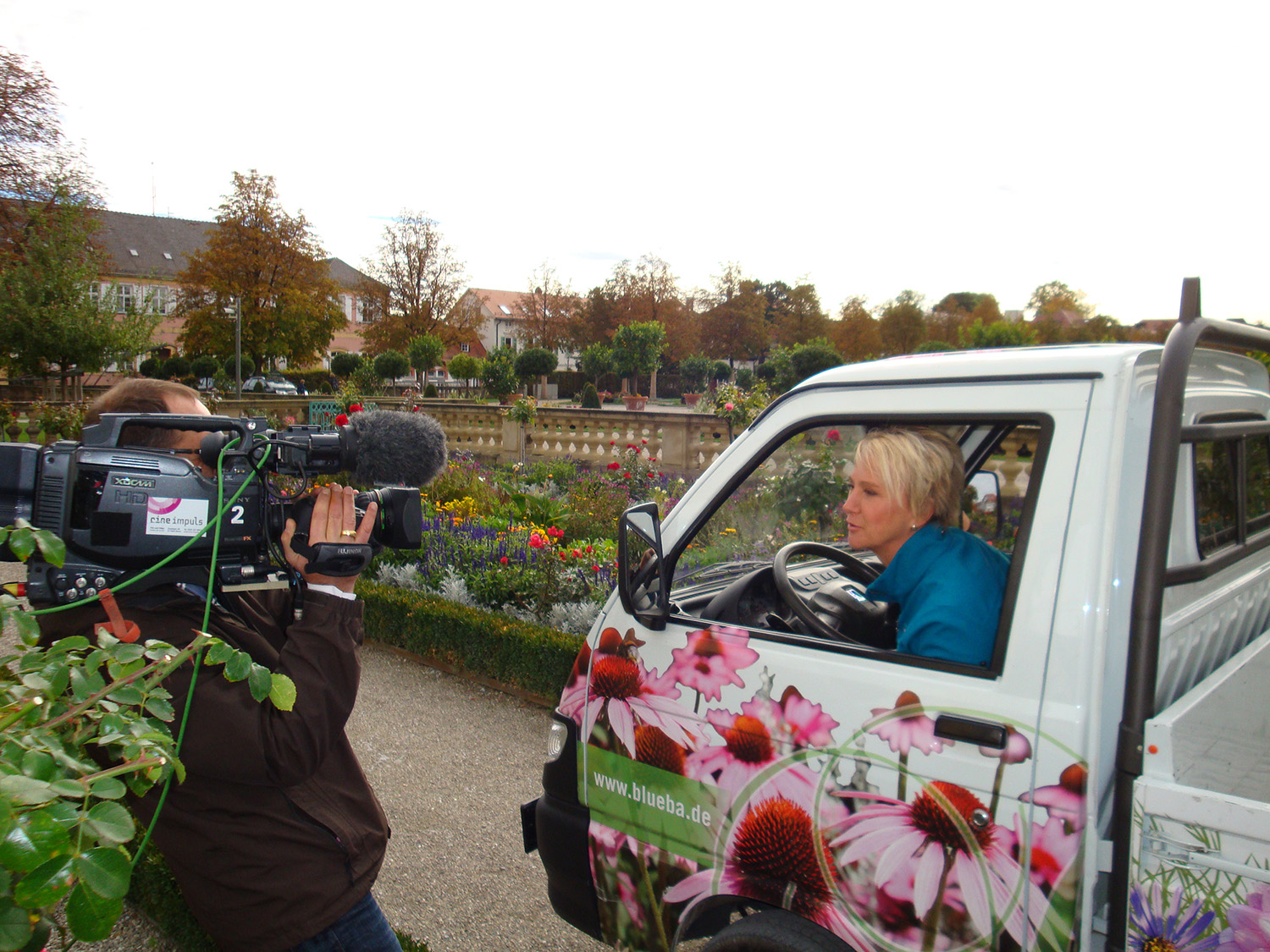
SWR-Moderatorin Andrea Müller bei Dreharbeiten zur Gartensendung grünzeug 2012.

Andrea Müller (* 20. Jahrhundert in Gunzenhausen, Mittelfranken) ist eine deutsche Fernsehmoderatorin, Journalistin beim Südwestrundfunk und als Medien-Coach tätig.

## Leben
Andrea Müller absolvierte nach der Fachhochschulreife und dem Studium der Sozialpädagogik in Bamberg ein Zeitungsvolontariat bei den Nürnberger Nachrichten (1983–1985), arbeitete als Hörfunkredateurin in Nürnberg bei Radio Franken (1985–1987) und ab 1987 als Reporterin/Redakteurin und Moderatorin beim damaligen Süddeutschen Rundfunk in Karlsruhe.
1990 wechselte sie zum Fernsehen nach Stuttgart, moderierte 18 Jahre lang die Landesschau Baden-Württemberg, sowie das ARD-Frühstücksbuffett (1999), die Nachrichtensendung Baden-Württemberg aktuell und zahlreiche Sonderformate wie „Landesschau auf Tour“, „Landesschau live vom Fernsehturm“, „Post für den Löwen“ und „Herzenssache“. Ab 2000 moderierte sie die Gartensendung „grünzeug“ aus dem Blühenden Barock Ludwigsburg.
2003 hat sie eine zweijährige Ausbildung zum Coach abgeschlossen und arbeitet seitdem beim SWR und in freier Tätigkeit als Medien-Trainerin. Seit 2011 ist sie außerdem als Regisseurin beim SWR tätig.